# TEE Colosseum
Il treno TEE Colosseum, dal nome del Colosseo, fu istituito nel 1984 per collegare Roma con Milano in sostituzione del TEE Settebello.

## Trans Europ Express
Operativo dal 1984 e il 1987, questo TEE era costituito da vetture tipo Gran conforto. Negli ultimi anni di esercizio, con il completamento della direttissima, era impostato con velocità di esercizio fino a 200 km/h; è stato sostituito da un omonimo InterCity con vetture di 1ª e 2ª classe.

## EuroCity
Nel 1989 il Colosseum fu prolungato a Francoforte sul Meno e le carrozze Gran conforto furono sostituite da carrozze tedesche. Nel 1991 fu limitato tra Basilea e Roma e nel 1997 fu soppresso.